# 豪兒·多羅夫
豪兒·多羅夫（英語：Howie Dorough，1973年8月22日—）是一位美國歌手。他是音樂團體新好男孩中的成員之一。出生在美國佛羅里達州的奧蘭多。他的母親是波多黎各人，父親是愛爾蘭裔美國人。雖然他有一半的西班牙血統，不過他的西班牙語并不流利。豪兒以他作為新好男孩的一員而聞名。豪兒在2007年結婚，現在育有二子。除了參加新好男孩的團體活動以外，他有時也會獨唱曲目。
他在2011年推出了個人首張大碟《Back To Me》。

## 外部連結
- 官方网站
- 新好男孩官方網站
- 官方日文網站
- 豪兒·多羅夫的Facebook專頁